# Handbålmossa
Handbålmossa (Riccardia latifrons) är en levermossart som först beskrevs av Sextus Otto Lindberg, och fick sitt nu gällande namn av Sextus Otto Lindberg. Handbålmossa ingår i släktet flikbålmossor, och familjen Aneuraceae. Arten är reproducerande i Sverige.